# Cronologia della storia antica (500 a.C. - 1 a.C.)

## Eventi importanti
- Grecia: questi 500 anni vedono il massimo splendore della Grecia nel V secolo a.C. con l'Atene di Pericle e il suo progressivo declino dalla fine della guerra del Peloponneso fino all'invasione Macedone. Sono anche i secoli dell'epopea di Alessandro Magno e dei regni ellenistici.
- Persia: anche l'impero persiano vede in questi secoli il suo massimo splendore con il regno di Ciro I e di suo figlio Cambise nonostante le sconfitte contro i greci nelle guerre persiane. Seguirà una progressiva decadenza fino alla conquista da parte di Alessandro Magno e la sua trasformazione nell'impero ellenistico dei Seleucidi fino alla sottomissione a Roma
- Roma: sono i cinque secoli della seconda Roma: la repubblica. Nel V secolo, sarà impegnata a difendere la sua sopravvivenza dai vicini, Etruschi, Latini ecc. e dai Galli. Successivamente con le guerre sannitiche espanderà verso il sud del suolo italico il suo dominio alla scopo di rendere sicure le vie per il rifornimento di cereali; questo porterà però inevitabilmente allo scontro con le colonie greche della Magna Grecia. Successivamente, l'intervento in Sicilia la porterà a scontrarsi con Cartagine durante le tre guerre puniche che avranno, soprattutto la seconda, un forte impatto demografico sulla repubblica, provocando il decadere dell'aristocrazia latifondista e l'emergere della borghesia dei commercianti. Segue l'impegno di Roma nel mediterraneo orientale con la conquista della Macedonia e della Grecia e poi dell'impero Seleucide e Tolemaico ed infine la conquista del nord Europa con l'invasione della Gallia. Personaggi di questo periodo sono Pirro re dell'Epiro, Annibale, gli Scipioni e Gaio Giulio Cesare. Questi cinque secoli si concludono con l'assassinio di Cesare e l'arrivo al potere di Ottaviano Augusto e quindi la fondazione dell'impero romano (la terza Roma).
- India: affermazione del Regno Magadha nel nord dell'India: Dinastia Nanda poi unificazione con l'Impero Maurya che dominerà tutta l'India
- Cina: tre famiglie dominanti - Zhao, Wei e Han - si divisero lo Stato di Jin dando origine a tre stati distinti poi Qin Shi Huang unificherà la Cina
- Sud America: Nascita della civiltà Maya come la conosciamo.

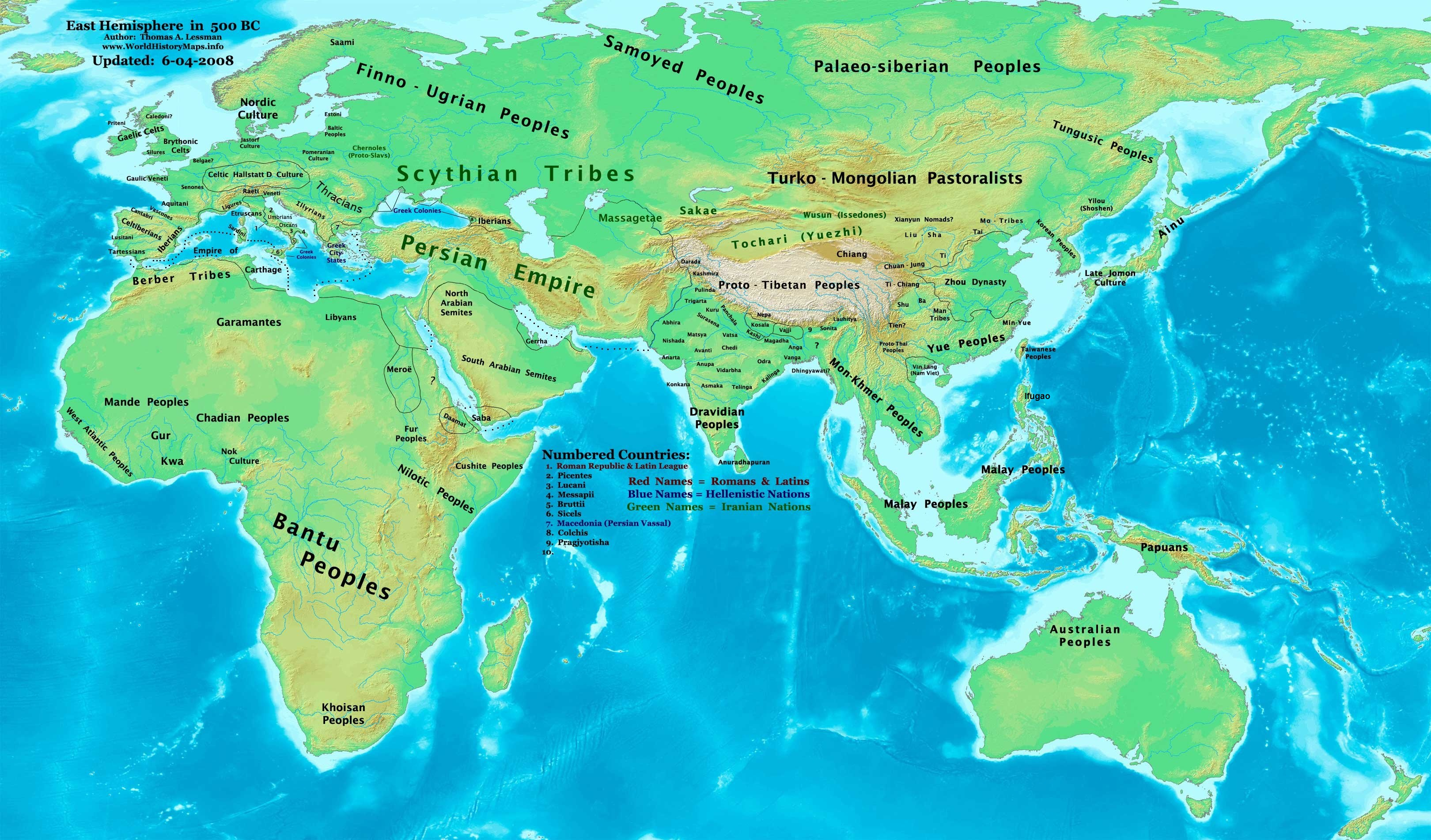
Emisfero orientale nel 500 a.C.

### 500 a.C. - 476 a.C.
- c. 500 a.C.
  - Tangeri (Marocco) è fondata da coloni Cartaginesi
  - La Cina visse un periodo di pace relativa, di prosperità durante il quale gli stati costieri di Yue e Wu (l'attuale Zhejiang) divennero sempre più potenti. Questa era di pace fu il preludio al Periodo dei regni combattenti. Durante il V secolo a.C. i quattro stati più potenti furono turbati da lotte intestine per la conquista del potere. Nello Stato di Jin, sei famiglie dominanti erano in lotta fra di loro per la supremazia. Negli stati Qin e Chu la legittimità dei governi veniva spesso messa in discussione dalle guerre civili scatenate da membri delle famiglie dominanti.
  - Nascita della civiltà Maya.
  - A Crotone il filosofo e medico Alcmeone, che sarà amico di Pitagora, inizia la stesura della sua opera.
- c. 499 a.C. - il tiranno di Mileto Aristagora ottiene l'appoggio di Atene, che invierà 20 navi, e di Eretria, che invierà 5 navi, e si ribella al dominio persiano assieme alla città di Naxo. È il principio del conflitto greco persiano.
- 498 a.C.
  - Una spedizione militare delle città greche ribelli, comandata da Cariopino (un fratello di Aristagora), conquista e distrugge Sardi, capitale della satrapia lidica (resisterà solo la cittadella).
  - Battaglia navale presso Efeso fra la flotta persiana e una squadra greca comandata da Cariopino (un fratello di Aristagora). Sconfitta dei greci e ritiro dei contingenti ateniesi da parte dell'arconte polemarco Ipparco da Colitto che verrà ostracizzato per questo nel 489.
  - Il tiranno di Gela Cleandro è ucciso in una congiura, diviene tiranno il fratello Ippocrate (fino al 491 a.C.) che riuscì a creare una vasta zona di influenza in tutta la Sicilia occidentale creando un vero e proprio stato territoriale multietnico che conierà moneta propria (il geloa). Vedi anche Storia della Sicilia greca.
- 497 a.C. - Battaglia di Cipro fra i Persiani di Artaferne (satrapo della Lidia e fratello di Dario I) ed i ribelli greci del re, Onesilo, dell'odierna Famagosta (Salamina Cipriota). La battaglia navale diede la vittoria per mare ai Greci, ma l'esercito persiano, ormai sbarcato, ebbe ragione dei rivoltosi.
In conclusione, Cipro tornò in possesso dei Persiani, che però persero il fulcro della loro flotta, cioè la parte fenicia.
- 496 a.C. -
  - Di fronte agli insuccessi militari della rivolta ionica, Aristagora fugge in Tracia dove morirà in uno scontro con gli Edoni. Istieo (il precedente tiranno di Mileto) inviato da re Dario I da Susa per reprimere la rivolta si unisce agli insorti e tenta un'estrema difesa.
  - Alessandro I di Macedonia re di Macedonia fino al 454 a.C.
  - nasce Sofocle (Σοφοκλῆς / Sophoklễs) (Colono (demo di Atene), 496 a.C. – Atene, 406 a.C.), drammaturgo greco antico. È considerato, insieme ad Eschilo ed Euripide, uno dei maggiori poeti tragici dell'antica Grecia.
  - nasce Anassagora in greco Ἀναξαγόρας (Clazomene, 496 a.C. – Lampsaco, 428 a.C. circa). Filosofo atomista, fu precettore e consigliere di Pericle
- 494 a.C.
  - Battaglia di Lade. Battaglia navale fra la flotta persiana al comando di Artaferne (satrapo della Lidia) e la flotta delle colonie greche ribelli al comando di Dionisio di Focea nel tratto di mare di fronte a Mileto. Fu una vittoria persiana, Mileto fu conquistata e distrutta. Termine della ribellione delle colonie greche dell'Asia minore.
  - Battaglia di Sepia fra l'esercito spartano al comando dei diarchi Cleomene I e Demarato con l'appoggio della flotta di Sicione ed Egina ed esercito di Argo. Schiacciante vittoria spartana. In seguito al gran numero di opliti persi, Argo entra in una grave crisi demografica.
  - Magna Grecia l'eroe messeno Anassilao diviene tiranno di Reggio Calabria fino al 476 a.C.
- 493 a.C.
  - Temistocle arconte, fortificò lo scalo del Pireo, sulla baia di Falero, facendone il porto militare di Atene.
  - Il poeta Frinico venne condannato per aver rappresentato il dramma la caduta di Mileto perché il ricordo di questo evento suscitava troppo sgomento fra la popolazione ateniese.
  - Istieo con gli ultimi ribelli ionici, è sconfitto ad Arteneo, in Misia, condotto a Susa verrà giustiziato.
- c. 492 a.C.
  - Dopo aver represso la rivolta ionia, l'esercito persiano al comando del generale Mardonio, genero di Dario I, a prezzo di gravissime perdite (anche Mardonio sarà gravemente ferito) conquista la Tracia e rende di nuovo vassallo il regno di Macedonia del re Alessandro I. Le perdite furono però così grandi (oltre 20.000 uomini e 300 imbarcazioni) che l'impresa fu considerata un fallimento.
  - Aristodemo tiranno di Cuma (Magna Grecia) viene assassinato da un complotto di Aristocratici. Aveva sequestrato alcune navi romane per reclamare il'eredità di Tarquinio il superbo che il senato romano gli negava.
  - Ad Agrigento (Magna Grecia) nasce il filosofo Empedocle (492 a.C.-434 a.C.).
- 491 a.C.
  - A Gela in seguito alla morte del tiranno Ippocrate durante la battaglia di Ibla (contro i siculi), diviene tiranno un suo generale Gelone figlio di Dimenone. Vedi anche Storia della Sicilia greca.
  - Magna Grecia, il tiranno di Reggio Calabria Anassilao, approfittando della crisi politica a Gela, passa lo stretto con un esercito formato in massima parte da esuli messeni e conquista Zancle che sarà ribattezzata Messana (attuale Messina) in ricordo della patria di origine degli esuli.
  - A Sparta diviene diarca per la famiglia degli euripontidi Leotichida dopo la destituzione di Demerato a causa delle false accuse da lui mosse da Cleomene I e dallo stesso Leotichida
- 490 a.C.
  - Milziade viene eletto fra i 10 strateghi (strategoi) ateniesi per il 490/489 a.C.
  - Battaglia di Maratona tra Greci e Persiani. Schiacciante vittoria campale greca. Fine della prima guerra persiana.
  - A Sparta il diarca agiade Cleomene I viene accusato per l'intrigo messo in atto nel 491 a.C. contro l'altro diarca Demarato. Cleomene si reca in Arcadia dove organizzerà un esercito antisparatano per riconquistare il trono spartano.
  - Nasce il filosofo Zenone di Elea (490 a.C. -430 a.C.).
  - Nasce Protagora (in greco Πρωταγόρας; Abdera, 486 a.C. – 411 a.C.), è stato un retore e filosofo greco antico, considerato il padre della sofistica. Amico di Euripide e Pericle, sarà il compilatore della costituzione di Thurii.
  - Nasce il filosofo Melisso di Samo.
- 489 a.C.
  - La spedizione di Milziade per la conquista delle isole cicladi fallisce per la resistenza della città di Paros vassalla dei Persiani. Fine della popolarità di Milziade ad Atene.
  - Nell'impero Persiano, rivolte in Egitto e Caldea.

- 488 a.C.

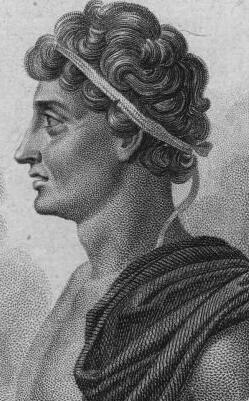
Gelone

  - Terone tiranno di Agrigento (Magna Grecia) fino al 472 a.C.
  - Gelone, tiranno di Gela, vince un'Olimpiade con la quadriga che lo renderà assai famoso. Sposa la regina Damarete, figlia del tiranno Terone di Agrigento.
  - A Sparta il diarca agiade Cleomene I dopo essere rientrato in Sparta come re, muore suicida. Gli succederà l'algiade Leonida I, l'eroe delle Termopili.
  - Guerra fra Atene ed Egina (che si era alleata ai persiani) fino al 484 a.C. con la vittoria di Egina
  - Prima applicazione dell'ostracismo ad Atene ai danni di Ipparco di Cadmo, l'ammiraglio che ritirò la flotta ateniese dalla rivolta ionica.
- 486 a.C. - Ad Atene viene introdotto il sorteggio per l'accesso all'arcontato che rimane appannaggio delle prime due classi di censo. Perdita di potere di questa magistratura (in particolare dell'arconte polimarco) nei confronti del collegio degli strateghi, che rimane elettivo.
- 485 a.C.

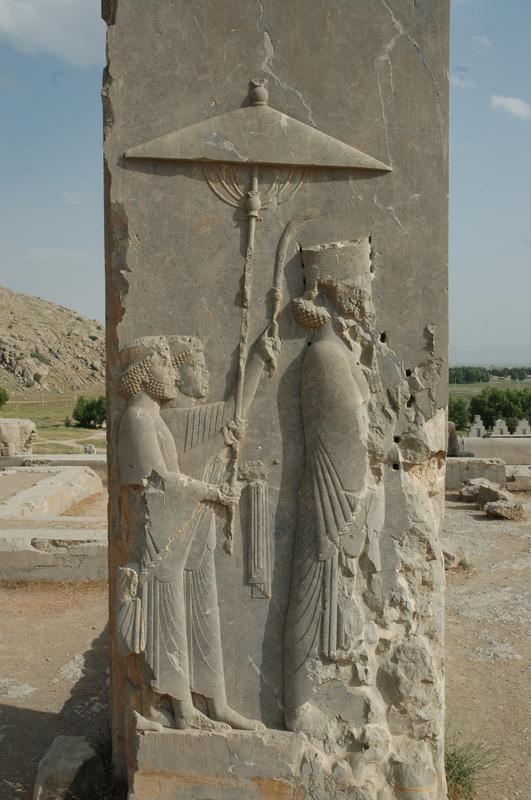
Rilievo di Serse sulla porta del suo palazzo a Persepoli

  - Serse I, figlio di Dario I re di PersiaRilievo di Serse sulla porta del suo palazzo a Persepoli
  - Serse I, figlio di Dario I, diviene re dell'Egitto con il nome di Khsassa 323º Faraone - 4º della XXVII Dinastia.
  - Grave sconfitta di Atene nella guerra contro Egina per l'insufficienza della flotta ateniese.
  - Battaglia di Iampoli fra Focesi e i Tessali Allevadi di Larissa (vittoria Focese).
  - Battaglia di Ceresso fra Beoti e gli stessi Tessali (vittoria dei Beoti). I Tessali perdono il controllo della Grecia centrale. Caduta del dominio degli Allevadi in Tessaglia e loro esilio in Persia presso il re Serse I
  - Gelone già tiranno di Gela conquista Siracusa e ne diviene tiranno fino al 478 a.C. Lascerà Gela al fratello Gerone. Unificazione di gran parte della Magna Grecia siciliana.
  - In Cina, dopo la sconfitta e l'esilio del re Fuchai di Wu, il re Goujian di Yue (496 a.C.-465 a.C.) si affermò come ultimo egemone.
- 484 a.C.
  - ad Atene, l'alcmeonide Megacle e Santippo (padre di Pericle), antagonista di Temistocle, vengono ostracizzati in quanto ritenuti colpevoli della sconfitta contro gli egineti (erano contrari alla sviluppo della flotta).Statua raffigurante Erodoto.

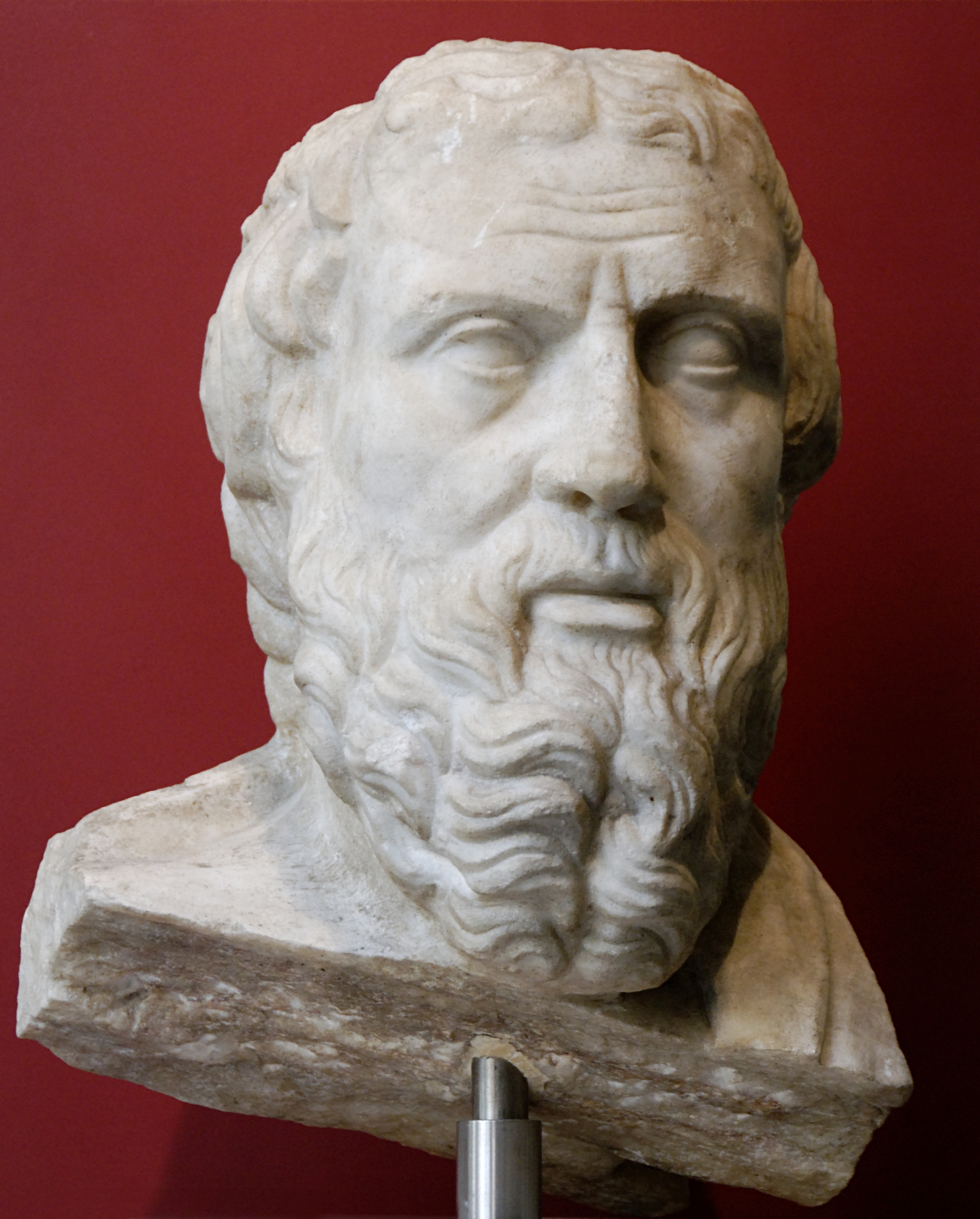
Statua raffigurante Erodoto.

  - nasce lo storico Erodoto (Alicarnasso 484 a.C.- Thurii/Atene 425 a.C.)
  - Serse I, figlio di Dario I, viene avvertito dell'ebreo Mardocheo figlio di Iair, figlio di Simei, figlio di Kis, della tribù di Beniamino di un complotto di eunuchi per usurpare il regno[1][2]
- 483 a.C.
  - Temistocle arconte convince gli ateniesi ad allestire una flotta (legge navale) utilizzando il ricavato delle miniere del Laurio. Verranno allestite oltre 200 triremi. Origine della potenza militare ateniese. Aristide, che si era opposto a Temistocle, viene ostracizzato.
  - Fine delle rivolte in Egitto e Caldea Serse I torna a preparare la guerra contro le poleis greche.
  - Alleanza fra Serse I re di Persia e Cartagine in funzione anti greca.
  - Serse I, figlio di Dario I, indice un periodo di tre mesi di festeggiamenti per i propri satrapi ed alleati. Durante questi festeggiamenti sua moglie Amestris rifiuta di presentarsi agli invitati e viene ripudiata[1][3]
  - Terone, tiranno di Agrigento, conquista Imera e ne scaccia il tiranno filopunico Terillo. È l'inizio della guerra dei greci siciliani contro i cartaginesi.
- 481 a.C.
  - Sparta con l'aiuto di Atene riunisce a Corinto la maggior parte delle città polis greche allo scopo di fondare un'alleanza antipersiana, la Lega Panellenica. Sarà un successo solo parziale perché molte città, come Argo, si dichiareranno neutrali, altre come Siracusa porranno condizioni inaccettabili per l'invio di truppe (Gelone di Siracusa chiese il comando assoluto dell'esercito della lega). Il comando generale delle operazioni verrà affidato a Sparta. I diarchi spartani nel 480 a.C. saranno Leonida I che comanderà le truppe di terra ed Euribiade che sarà l'ammiraglio della flotta assieme allo stratega ateniese Temistocle[4]
  - Gelone tiranno di Siracusa conquista Megara Hyblaea che distrugge deportando l'intera popolazione a Siracusa[5]
- 480 a.C.
  - Battaglia delle Termopili primi di agosto, sconfitta militare greca nonostante l'eroismo dei combattenti. Il re spartano Leonida I muore in battaglia. L'algiade Plistarco 480 - c.459 a.C. A causa della sua giovane età la reggenza venne affidata a Pausania, cugino dello stesso Plistarco.
  - Battaglia di Capo Artemisio primi di agosto, è la parte navale della battaglia delle Termopili, si concluse con la ritirata delle navi della Lega Panellenica a Salamina
  - Battaglia di Salamina tra Greci e Persiani (23 settembre). Vittoria navale greca. Il re persiano Serse I ritirerà gran parte dell'esercito e lascerà in Grecia un grosso contingente al comando del generale Mardonio
  - Gelone tiranno di Siracusa dichiara guerra a Cartagine con l'aiuto del tiranno Terone di Agrigento, vincendo a Imera, mese di settembre. Cartagine chiede la pace.
  - nasce Euripide (in greco, Εὐριπίδης; in latino, Euripides) (Salamina, 23 settembre 480 a.C. – Pella, 406 a.C.) è stato un drammaturgo greco antico. È considerato, insieme ad Eschilo e Sofocle, uno dei maggiori poeti tragici greci.
  - Nasce Gorgia (in greco Γοργίας) (Leontini, circa 485 a.C. / 483 a.C. – Larissa, circa 375 a.C.) è stato un retore e filosofo greco antico. Discepolo di Empedocle, è considerato uno dei maggiori sofisti.
  - Nasce il filosofo, commediografo ed avvocato Antifonte (480 a.C. - c.411 a.C.)
- 479 a.C.
  - Primi mesi dell'anno. Il generale persiano Mardonio invia messi ad Atene per chiedere un'alleanza in senso antispartano. I democratici e lo stratega Temistocle valutano l'ipotesi. Colpo di mano dell'aristocrazia filospartana, Temistocle è sostituito dagli strateghi Aristide (che con Santippo era stato richiamato dall'esilio) e Santippo (che sarà l'ammiraglio della flotta). I re spartani (diarchi) al comando dell'esercito saranno Pausania (tutore del giovanissimo cugino Plistarco, figlio del defunto re Leonida I) e Leotichida (quest'ultimo ammiraglio della flotta confederata)
  - Primavera. L'esercito persiano devasta l'attica. Arrivano i rinforzi dal Peloponneso e le truppe persiane si ritirano in Beozia, nella piana di Platea, vicino all'alleata Tebe
  - Battaglia di Platea 20 agosto. Vittoria campale greca. Morte del generale persiano Mardonio
  - Battaglia di Micale 27 agosto. Vittoria campale greca. Gran parte della flotta persiana fu distrutta a terra.
  - ad Atene, Cimone, figlio di Milziade, eletto fra gli strateghi. Il partito oligarchico al governo, vengono gradualmente aumentati i poteri dell'Areopago nei confronti della Boulè
- 478 a.C.
  - La Grecia entra nella fase della sua storia detta: periodo classico
  - Nuova rivolta antipersiana nelle colonie ioniche greche. Atene decide di proseguire la guerra contro la impero persiano. Sparta si ritira dalle operazioni ma nomina comunque Pausania ammiraglio della flotta confederata.
  - Temistocle avvia la ricostruzione delle mura di Atene nonostante le proteste di Sparta
  - Rivolte nell'impero persiano: in Caldea ed in Egitto.Babilonia viene messa al sacco dall'esercito persiano di Serse I.
  - Primavera - Assedio di Sesto. Vittoria greca con liberazione della città dalla guarnigione persiana (che sarà trucidata). Ammiraglio ateniese Santippo, ammiraglio confederato Pausania. Fine della seconda guerra persiana. Inizia la fase storica definita da Tucidide "Pentecontaetia", i cinquant'anni di preparazione alla guerra del Peloponneso
  - Conquista di Bisanzio da parte della flotta ateniese. La città fu poi presa, in autunno, dal generale spartano Pausania per motivi ignoti.
  - Aristide inizia le trattative per la fondazione della Lega Delio-Attica.
  - Morte di Gelone, il fratello Gerone I diviene tiranno di Siracusa fino al 467 a.C. La successione non fu semplice in quanto l'altro fratello di Gelone, Polizelo, destinato a sposare la vedova di Gelone (figlia del tiranno di Agrigento, Terone), si recò in Agrigento per chiedere l'aiuto del suocero, ne nacque un conflitto fra le due città una volta alleate. Si arrivò ad un compromesso che vide Polizielo divenire tiranno di Gela. Il tiranno di Reggio (Calabria) Anassilao, approfittando del conflitto fra Siracusa ed Agrigento, attacca Locri ma Gerone I interviene, ne nasce un trattato con Locri che estenderà l'influenza di Siracusa anche dall'altra parte dello stretto di Messina[6].
- 477 a.C.
  - Cimone e gli ateniesi chiedono a Sparta la destituzione di Pausania che si comporta in modo autoritario e spesso incomprensibile (in realtà egli vorrebbe fare di Sparta una potenza marittima come Temistocle desiderava per Atene). Sparta acconsente, Pausania, richiamato in patria, subirà una serie di provvedimenti da parte degli Efori, ma riuscirà a difendersi dalle accuse più gravi. Tornò poi nell'Ellesponto in forma privata e si installò prima a Bisanzio e poi a Colone nella Troade[7]
  - Cimone stratega, ammiraglio della flotta ateniese riconquista Bisanzio ed Eione
  - grazie al lavoro diplomatico di Aristide viene fondata la Lega Delio-Attica. Il Tesoro della lega sarà conservato presso il tempio di Apollo a Delo.
  - spedizione infruttuosa del re spartano Leotichide in Tessaglia
  - ad Atene costruzione del porto fortificato del Pireo
- 476 a.C.
  - ad Atene l'arconte eponimo per l'anno è Fedone
  - Cimone stratega, ammiraglio della flotta ateniese, conquista ai persiani Eione in Tracia.
  - Magna Grecia
    - Morte del tiranno di Reggio Calabria Anassilao, gli succederà come reggente (i figlio sono troppo piccoli) il suo luogotenente Micito fino al 467 a.C. Vedi anche Storia della Sicilia greca.
    - Il tiranno di Siracusa, Gerone I, conquista Catania, ne deporta gli abitanti, e rifonda la città con il nome di Etna. La stessa sorte subirà la poleis siceliota di Nasso. Vedi anche Storia della Sicilia greca.

### 475 a.C. - 451 a.C.
- 474 a.C. - In Magna Grecia, il tiranno di Siracusa, Gerone I invia la flotta siracusana in aiuto di Cuma in guerra contro gli Etruschi. Importante vittoria navale dei Greci.
- 473 a.C. - In Magna Grecia, terribile sconfitta di Taranto e dell'alleata Reggio ad opera dei Messapi, Peucezi e Japigi, considerata da Erodoto la più grande strage di greci nelle colonie[8]. L'evento segnerà la fine della guida aristocratica della città ed il passaggio ad un governo democratico.
- 472 a.C. - Magna Grecia, morte del tiranno di Agrigento Terone, gli succederà il figlio Trasideo, che manterrà il potere per un anno solo, poi verrà sconfitto in guerra dal tiranno di Siracusa Gerone I e verrà scacciato da una rivolta contro i mercenari.
- 471 a.C.
  - Pausania richiamato a Sparta accusato di trattare con i barbari, di aspirare alla tirannia e di maneggi con gli iloti, morirà murato vivo nel tempio si Atena Calcieca dove si era rifugiato come supplice.[9]
  - anche Temistocle ad Atene verrà ostracizzato e si rifugerà ad Argo dove contribuirà alla democratizzazione della città ed alla fondazione della lega antispartana fra argivi, elei ed arcadi.
- 470 a.C. - A seguito della sconfitta del 473 a. C.  ad opera di Peucezi, Messapi e Iapigi, Taranto stringe alleanza con Siracusa.
- 469 a.C.
  - Battaglia di Tegea fra spartani al comando del re Leotichide e la coalizione dei Tegeati ed Argivi. Vittoria campale spartana.
  - Esilio del re spartano Leotichida II, accusato di essersi fatto corrompere dai Tegeati durante la battaglia di Tegea. Morirà esule a Tegea lo stesso anno. Il collegio degli efori assume il reale controllo politico di Sparta. Archidamo II re Euripontide di Sparta; sarà il protagonista della terza guerra messenica e di una fase della guerra del Peloponneso.
  - Nasce Socrate (in lingua greca Σωκράτης, Sōkrátēs; Atene, 469 a.C. – Atene, 399 a.C.) è stato un filosofo greco antico.
- 468 a.C. - morte di Aristide il creatore della lega delio-attica.
- 467 a.C.
  - Ribellione dell'isola di Nasso che vuole uscire dalla lega delio-attica. L'isola verrà conquistata dalla flotta ateniese al comando di Cimone e Nasso perderà il diritto di possedere una flotta propria e dovrà pagare pesanti tributi alla lega.
  - Magna Grecia
    - Morte del tiranno di Siracusa Gerone I, viene seppellito ad Etna, (Catania). Trasibulo, fratello di Gerone I, tiranno di Siracusa fino al 465. Vedi anche Storia della Sicilia greca.
    - Reggio Calabria, il reggente Micito restituisce il potere ai figlio del defunto tiranno Anassilao, governeranno fino al 461.
    - Tra il 467 e il 460 a.C.,  Taranto sconfigge i Peucezi uccidendo in battaglia il loro re Opis come testimonia in donario bronzeo offerto dai Tarentini nel santuario di Apollo a Delfi.  L'opera, secondo Pausania, sarebbe stata realizzata da Onata di Egina in collaborazione con Ageladas di Argo.
- 466 a.C. - Battaglia dell'Eurimedonte (in Panfilia) tra Greci sotto il comando di Cimone e Persiani. Vittoria campale e navale greca.
- 465 a.C.
  - Serse I con il figlio maggiore Dario viene assassinato dal visir Artabano che assume la reggenza della Persia.
  - Artaserse I, figlio minore di Serse I, re della Persia e di Egitto con il nome di Artakhsassa, 325º faraone VI della XXVII dinastia egizia (viene contato anche Artabano che regnò solo 7 mesi).
  - Sparta chiede un processo della lega panellenica contro Temistocle.
  - Temistocle fugge a Cocira in Epiro e poi in Persia, presso la corte del re di Persia Artaserse I dove morirà lo stesso anno.
  - Battaglia di Dipea fra spartani al comando del re Leotichida II e gli Arcadi. Vittoria campale spartana.
  - Argo riconquista Tirinto (che si era ribellata nel 468 a.C. dopo essere stata conquistata dagli schiavi scacciati da Argo) e Micene
  - Cimone presenta ad Atene il suo programma politico ricordando un antico oracolo che ammoniva di evitare l'egemonia zoppa e che egli interpretò come un ammonimento a mantenere l'equilibrio in Grecia attraverso una spartizione equilibrata delle sfere di influenza fra Sparta ed Atene.
  - Battaglia di Cipro. La flotta ateniese al comando di Cimone sconfigge la guarnigione persiana di Cipro, la vittoriosa spedizione però fu interrotta perché Cimone dovette intervenire per sedare la ribellione della città di Taso in Tracia.
  - morte di Temistocle in Persia.
  - Nasce Teodoro di Cirene (Cirene, 465 a.C. – ...), matematico greco antico. Noto per i suoi contributi alla teoria delle grandezze irrazionali, fece parte della Scuola pitagorica. Fu insegnante di matematica di Platone.
  - Il tiranno di Siracusa Trasibulo viene scacciato da una rivolta contro i mercenari che lo sostenevano e si rifugia a Locri, fine della potente dinastia dei dinomenidi a Siracusa. Siracusa si dà un governo democratico sul tipo ateniese pur mantenendo saldi rapporti con Corinto e Sparta.
- 464 a.C.
  - Grave terremoto nel Peloponneso, Sparta quasi distrutta, ribellione degli iloti ovunque, ribellione dei Messeni (terza guerra messenica che durerà per 10 anni fino al 454 a.C.)
  - Battaglia di Taso, isola della Tracia. I Tasi avevano chiesto aiuto a Sparta che non poté intervenire a causa del terremoto. Vittoria ateniese. I coloni ateniesi in Tracia verranno però in seguito trucidati dagli Edoni, un popolo dell'interno.
  - Al ritorno in Atene Cimone verrà accusato dal giovane Pericle (figlio del Santippo che Cimone aveva sostituito come ammiraglio) per non aver attaccato anche il regno di Macedonia del re Alessandro I che si era schierata con i Tasi.
- 462 a.C.
  - in Grecia, gli Spartani in difficoltà per la rivolta dei Messeni chiedono aiuto ad Atene. I Democratici sono contrari a fornirli ma Cimone insiste e convince l'assemblea dando una interpretazione di un vaticinio sulla egemonia zoppa, come della necessità di un equilibrio e reciproco aiuto fra le due potenti città. Gli aiuti furono inviati ma gli Spartani, diffidenti verso gli Ateniesi, li reinviarono ad Atene. Perdita di prestigio di Cimone e suo processo.
  - Ostracismo di Cimone. Ad Atene il potere passa ai democratici.
  - Alleanza fra Ateniesi, Argivi e Tessali. Megara abbandona la lega del Peloponneso e si schiera con Atene.
  - Efialte, capo del partito democratico ad Atene, riduce i poteri dell'areopago (rivoluzione democratica), ma verrà assassinato poco dopo.
  - Il principe egiziano di origine libica Inaro si ribella ai Persiani con il principe Amirteo di Sais figlio di Psammetico III. Atene invia un contingente in appoggio alla rivolta. La ribellione avrà tragico esito nel 455 a.C.
- 461 a.C. -
  - Pericle, in seguito all'assassinio di Efialte diviene il massimo esponente del partito democratico ateniese.
  - Grazie all'appoggio di Atene, che inviò una squadra navale e truppe terrestri, i ribelli egizi furono in grado di sconfiggere, a Papremi, l'esercito persiano guidato dal satrapo Achemene, fratello di Serse I di Persia; lo stesso Achemene cadde nella battaglia. Dopo questa vittoria Inaro, che non risulta si sia attribuito i titoli della dignità regale egizia, assediò Menfi riuscendo però a conquistarla solo in parte.
  - Magna Grecia cade anche la tirannide a Reggio Calabria, ultima delle tirannidi della Magna Grecia a cadere. Furono travolte dalla rivolta democratica contro la sempre più pesante presenza dei mercenari, arruolati dai tiranni per essere utilizzati nell'esercito ma anche come difesa del potere tirannico.
- 460 a.C.
  - nasce ad Atene lo stratega e storico Tucidide (460 a.C. - 404 a.C.), racconterà la guerra del Peloponneso.
  - Nasce il filosofo Democrito (Abdera 460 a.C.-360 a.C.). Allievo di Leucippo, fondatore dell'atomismo. La materia è fatta di atomi indivisibili. Anche l'anima è atomica (Materialismo).
  - Nasce Prodico (in greco Πρόδικος; Ceo, circa 460 a.C. – IV secolo a.C.) è stato un filosofo e retore greco antico. Sofista tra i più celebri, viaggiò a lungo per la Grecia riscuotendo un largo successo soprattutto ad Atene, ove si recò come ambasciatore, e a Sparta.
  - Nasce Trasimaco (in greco Θρασύμαχος) (Calcedone, circa 460 a.C. – ?, dopo il 413 a.C.) è stato un filosofo e oratore greco antico. La fama di Trasimaco come sofista è dovuta al Primo Libro della Repubblica di Platone, laddove svolge il ruolo di interlocutore di Socrate.
  - in Sicilia diviene re dei Siculi Ducezio; approfittando della crisi delle istituzioni greche riuscirà a creare un regno multietnico che resisterà fino al 450 a.C.
- 459 a.C.
  - Ad Atene inizia la costruzione delle Lunghe Mura, che verranno terminate nel 457 a.C.
  - A Sparta morte del re Plistarco. Plistonatte re Agiadi di Sparta. Essendo il re ancora fanciullo, la reggenza viene assunta da Nicomede (generale) che sarà il condottiero spartano nella battaglia di Tanagra ed Battaglia di Enofita
  - In Sicilia, Ducezio, re dei Siculi, ricostruisce Menainon, il luogo in cui sarebbe nato) e distrusse la fiorente città di Morgantina.
- 458 a.C. - In Grecia inizia la seconda guerra sacra, terminerà nel 446 a.C. Ritorna dall'esilio, in Atene, Cimone, ripresa del partito filospartano, favorevole alla pace.
- 457 a.C.
  - Ad Atene introduzione del misthos (pagamento per l'impegno del cittadino nelle cariche democratiche) ed apertura dell'arcontato anche alla III classe (gli zeugiti). Mnesiteide arconte eponimo per quest'anno.
  - Battaglia di Tanagra (in Beozia), nel corso della seconda guerra sacra, fra Ateniesi ed i loro alleati Argivi e Tessali contro gli Spartani ed i loro alleati. Vittoria spartana per il tradimento della cavalleria tessala. Focea, alleata di Atene, perde il controllo del santuario di Delfi e rivolte in Tessaglia fanno cadere il governo filoateniese e riportano al potere l'oligarchia filospartana. Anche la Beozia si libera del controllo ateniese. Due mesi dopo però gli Ateniesi, guidati da Mironide, riuscirono a sconfiggere i Beoti nella Battaglia di Enofita ed a restituire ai Focesi il controllo del santuario di Delfi[10]. Anche gli Argivi sconfiggono gli Spartani a Enoe, sulla via verso Mantinea. La Beozia è invasa ed anche Egina deve consegnare la flotta, abbattere le mura ed entrare nella lega delio-attica
  - in Egitto, con l'arrivo di rinforzi dalla Persia la situazione militare dei ribelli Egizi e dei loro alleati Ateniesi peggiora rapidamente. L'esercito egizio si rifugia nelle paludi della foce del Nilo.
- 456 a.C. - In Egitto, le truppe egiziane ribelli ed il contingente greco sono circondati nell'isola di Prosopitide dall'esercito persiano al comando del generale Megabizio, una flotta ateniese inviata in soccorso viene distrutta. L'assedio durò più di 12 mesi.
- 454 a.C.
  - In Messenia caduta della roccaforte di Itome e fine della terza guerra messenica. Grazie all'appoggio di Atene i profughi di Itome vennero trasferiti a Naupatto (Lepanto) nella Locride Ozolia.
  - In Egitto, resa dell'esercito ribelle greco egizio assediato a Prosipitide. Un gran numero di ateniesi sono catturati ma poi liberati (pochi però riusciranno, stremati, a tornare in patria). Inaro è condotto a Susa dove sarà crocifisso nel 454 a.C., Amirteo di Sais riesce a fuggire.
  - In Grecia, Atene sposta la cassa della lega delio-attica nel santuario di Atena nell'acropoli ateniese.
  - In Macedonia alla morte del re Alessandro I di Macedonia diviene re il maggiore dei suoi fratelli Alceta II di Macedonia fino al 448 a.C., uomo debole e dedito all'alcool, dopo sei anni di regno, venne ucciso dal nipote Archelao. Il regno entra in crisi e le tribù acquistano potere mantenendosi solo alleate del sovrano.
  - In Magna Grecia Segesta e altre città chiedono l'alleanza con Atene.
  - In Cina, tre famiglie dominanti - Zhao, Wei e Han - si divisero lo Stato di Jin dando origine a tre stati distinti. Il controllo dei re Zhou sui principi feudali si era ridotto sempre di più e il sistema feudale entrò in crisi, dando così inizio al Periodo dei regni combattenti.
- 453 a.C.
  - In Magna Grecia rifondazione di Sibari che verrà di nuovo distrutta da Crotone nel 445 a.C.
  - In Sicilia, Ducezio, re dei Siculi fondò Paliké, nei pressi dell'odierna Palagonia, e ne fece la capitale del suo regno. Successivamente conquistò anche Agnone
- 452 a.C. Syrakos (Siracusa) e Akragas dichiarano guerra a Ducezio, re dei Siculi.
- 451 a.C.
  - In Grecia, Cimone ottiene un trattato di pace quinquennale fra Atene e Sparta.
  - Ad Atene, Cimone rieletto stratega, tenta una seconda spedizione contro Cipro ma morirà durante l'impresa.

### 450 a.C. - 426 a.C.
- 450 a.C.
  - in Magna Grecia
    - Ducezio, re dei Siculi venne sconfitto a Nomai (forse in provincia di Agrigento) e successivamente a Motyon (vicino a San Cataldo). Fu infine esiliato a Corinto.
    - A Siracusa viene introdotto il petalismo corrispondente all'ostracismo ateniese, molti esponenti politici della vecchia classe politica vengono esiliati.

  - in Grecia
    - Battaglia di Salamina in Cipro tra Greci e Persiani. Vittoria navale greca ma la morte dello stratega ateniese Cimone provoca l'interruzione della guerra.
    - Ad Abdera Leucippo fonda la scuola filosofica atomista. Democrito sarà suo allievo
- 449 a.C. - Pace di Callia (dal nome del ricco commerciante, suocero di Cimone, che avrebbe condotto le trattative) fra Ateniesi e Persiani. Gli storici ritengono che, in realtà, si sia trattato solo di un accordo informale in cui veniva di fatto congelata la situazione reciproca dalle due potenze stanche del lungo conflitto.
- 448 a.C.
  - In Macedonia il re Alceta II di Macedonia viene ucciso dal nipote Archelao, diviene re il fratello più giovane di Alceta II (e padre di Archelao), Perdicca II. Regnerà fino al 413 ma dovrà scontrarsi a lungo con il fratello Filippo che ebbe per un certo periodo l'appoggio di Atene
  - in Magna Grecia
    - Ducezio torna dall'esilio a Corinto e fonda la città di Calatte sulla costa nord
    - Guerra fa Acragas e Siracusa sospettata di appoggiare Ducezio
    - Regio e Leontini stipulano un trattato con Atene
- 447 a.C.
  - In Grecia
    - rivolta oligarchica in Beozia, Atene invia uno scarso contingente di mille opliti al comando dello stratega Tolmide che conquisterà Cheronea ma sarà poi sconfitto nella battaglia di Coronea. Ricostituzione della Lega Beotica in funzione antiateniese, ribellione dell'Eubea che aveva appoggiato la Beozia, Megara abbandona la lega delio-attica e torna a far parte della lega del Peloponneso.
    - Il re spartano Plistonatte invade l'Attica ma al ritorno di Pericle dall'Eubea si ritira (verrà per questo accusato di tradimento dagli efori). Pericle può tornare in Eubea a sedare la rivolta.
- 446 a.C.
  - Trattato di pace trentennale fra Sparta ed Atene: Atene rinuncia ai suoi capisaldi nel Peloponneso (Trezene in Argolide, Nisea e Peghe in Megaride) ed a qualsiasi rivendicazione sulla Grecia centrale ma mantiene un controllo sull'isola di Egina. Entrambe le città rinunciano ad accogliere alleati ribelli della lega contrapposta. Pericle convoca un congresso di tutte le poleis greche in Atene ma il progetto fallirà per l'opposizione di Sparta. Iniziano i quindi anni dedicati da Pericle alla ricostruzione di Atene con l'idea di farne la capitale culturale della Grecia. Consiglieri di Pericle saranno i filosofi Anassagora e Damonide, in Atene opereranno l'architetto Fidia ed il commediografo e poeta Sofocle. Iniziano i lavori per la costruzione del Partenone che verrà inaugurato nel 438 a.C. Vengono costruiti vari altri templi come il tempio di Efesto e il Teseion ad Atene. Viene costruito un teatro alla base dell'acropoli e l'Odeion al Pireo. Vengono aperte scuole pubbliche ad Atene rette da filosofi, in particolare Sofisti.
  - definitiva sconfitta di Acragas da parte di Siracusa, quest'ultima diviene la città egemone della Magna Grecia
- 445 a.C.
  - A Sparta destituzione da parte degli Efori del re Plistonatte, Pausania re agiade di Sparta
  - in Sicilia Siracusa, ora con governo democratico, non rinuncia alle aspirazioni egemoniche e conquista Agrigento. Vedi anche Storia della Sicilia greca.
  - in Magna Grecia in seguito alla nuova distruzione di Sibari da parte di Crotone i Sibariti chiedono aiuto ad Atene
- 444 a.C.
  - Vista la forte ostilità di Crotone contro una rifondazione di Sibari, Pericle decide di fondare una nuova città nei pressi, Thurii. La città, destinata ad avere una popolazione panellenica, verrà fondata grazie al sostanziale contributo di importanti personalità ateniesi: il filosofo Protagora, l'urbanista Ippodamo, lo storico Erodoto e l'ecista Lampone.
  - In Sicilia, Ducezio, re dei Siculi, fuggito da Corinto, rientrò in Sicilia e fondò Kalè Aktè, presso l'odierna Caronia; lì morì quattro anni dopo, nello stesso anno della distruzione di Palika.
- 443 a.C. - Nasce Ippia di Elide (Elide, 443 a.C. ca. – Elide, 399 / 343 a.C.) è stato un filosofo, matematico e astronomo greco antico. Per la sua versatilità, Ippia fu incaricato di importanti compiti diplomatici per conto della sua città: la sua fama di sofista e la sua attività politica lo condussero a viaggiare ad Atene, Sparta e in Sicilia.Insieme a Protagora, Gorgia e Prodico, egli costituisce il gruppo dei cosiddetti «grandi sofisti».
- 440 a.C. - Ribellione dell'isola di Samo che intendeva uscire dalla lega delio-attica, Chiese aiuto a Sparta ma, nel rispetto delle clausole del trattato del 446 a.C., come richiesto da Corinto, la lega del Peloponneso non intervenne. La rivolta fu sedata dalla flotta ateniese.
- 437 a.C.
  - Atene fonda la colonia di Anfipoli alle foci dello Strimone, località importante per le rotte granarie, per le miniere d'oro e per la fonte di legname.
- 436 a.C. -
  - Nasce Isocrate (in greco Ἰσοκράτης; Atene, 436 a.C. – Atene, 338 a.C.) è stato filosofo sofista e un retore greco antico, uno dei maggiori maestri di retorica e modello del genere di eloquenza epidittica.
  - Nasce Antistene (Atene, 436 a.C. – 366 a.C.) è stato un filosofo greco antico. Fu allievo di Gorgia e discepolo di Socrate, fondò la scuola cinica, così chiamata perché i cinici si riunivano nel Cinosarge, il ginnasio ateniese ove erano accettati anche i semi cittadini (era stato ostracizzato). Fu maestro di Diogene di Sinope.
- 435 a.C.
  - In Grecia
    - Metone sulla costa macedone entra nella Lega delio-attica nonostante l'opposizione di Perdicca re di Macedonia.
    - Nella colonia corcirese Epidamno (Durazzo) conquistano il potere i democratici. Gli oligarchi scacciati da Epidamno chiedono aiuto agli Illiri, Epidamno chiede aiuto alla madrepatria Corcira (Corfù) che rifiuta. Epidamno si rivolge allora a Corinto che invia una guarnigione. Corcira chiede alla sua colonia ribelle Epidamno l'espulsione dei Corinzi, ne nasce un conflitto navale vinto dai Corciresi.
- 434 a.C. - I corciresi chiedono l'aiuto di Atene contro i Corinzi. Atene, per non compromettere la pace del 446 a.C. offre un'alleanza solo difensiva (epimachia).
- 433 a.C.
  - In Grecia
    - Battaglia navale presso le isole dell'Epiro Sibota (Sivota) fra le flotte di Corcira e Corinto, vittoria navale corinzia al comando dello stratega Aristeo figlio di Adimanto. L'intervento delle navi ateniesi impedisce ai corinzi di completare la vittoria con la distruzione della flotta corcirese e la conquista della poleis.
    - Atene vieta l'accesso ai mercati della lega delio-attica a Megara che aveva aiutato Corinto contro i Corciresi.
    - Zacinto chiede di entrare nella lega delio-attica.
    - Reggio Calabria chiede di entrare nella lega delio-attica.
- 432 a.C.
  - In Grecia
    - Gli Ateniesi ordinano a Potidea, colonia corinzia sulla penisola di Calcide di distruggere le mura, consegnare ostaggi e non ricevere più i magistrati di Corinto (gli epidemiurgihi). I rapporti fra Atene e Potidea, membro della lega delio-attica, erano precipitati dopo la fondazione della colonia ateniese di Anfipoli che danneggiava gravemente i commerci di Potidea. Corinto invia un contingente al comando dello stratega Aristeo figlio di Adimanto dopo aver ottenuto l'alleanza con il re di Macedonia, Perdicca. Ne nasce un conflitto che contrapporrà per tre anni Ateniesi ed i loro alleati ai Potidesi, Corinzi e Macedoni.
    - In settembre i Corinzi ed i Megaresi chiedono una riunione del consiglio della Lega del Peloponneso per chiedere la guerra contro Atene accusata di aver violato il trattato di pace con gli interventi a Corcira e Potidea e per l'embargo a Megara, in questa richiesta sono appoggiati dagli abitanti di Egina ma trovano l'opposizione del re spartano Archidamo II[11], ma la dura requisitoria pronunciata dagli ambasciatori corinzi[12] e l'appoggio dato alle loro parole dall'eforo Stenelaida[13] portano l'assemblea a votare a favore della guerra: è il principio della guerra del Peloponneso.
- 431 a.C.
  - in Grecia
    - L'esercito di Tebe (alleata di Sparta) attacca Platea (alleata di Atene) ma viene sconfitto[14].
    - L'esercito peloponnesiaco al comando del re Archidamo II invade l'Attica.
    - Pericle ordina a tutti i cittadini ateniesi di rifugiarsi entro le mura di Atene ed evita lo scontro terrestre.
    - La flotta ateniese attacca e saccheggia le città rivierasche del Peloponneso.
    - La flotta ateniese attacca Egina e la conquista scacciandone gli abitanti[15].
    - In estate eclissi totale di sole[16].
    - Atene ottiene l'alleanza di Sitalce re dei Traci concedendo la cittadinanza al figlio Sadoco[17]. Anche il re di Macedonia Perdicca firma un trattato di alleanza con Atene ma non lo rispetterà
    - In autunno, dopo la ritirata dell'esercito pelloponnesiaco, Pericle conduce l'esercito di Atene a devastare il territorio di Megara.
    - Al termine del primo anno di guerra Pericle pronuncia il discorso per commemorare i caduti[18]
    - Epidamno (Durazzo) viene conquistata dai Taulanti, tribù degli Illiri, sotto il comando del re Glaukias (Glauco), che scaccerà i coloni greci. La città rimarrà nelle mani illiriche fino alla conquista romana.
- 430 a.C.
  - in Grecia
    - Atene si diffonde un'epidemia di peste[19]
    - L'esercito peloponnesiaco al comando del re Archidamo II torna ad invadere l'Attica[20].
    - Viene intercettata in Tracia una missione diplomatica dei peloponnesiaci diretta a chiedere aiuti al gran re di Persia. Di tale ambasceria fa parte Aristeo di Corinto e diplomatici spartani (che vengono subito giustiziati), ma anche l'argivo Pollide come privato cittadino (Argo si era dichiarata neutrale al conflitto)[21].
    - Gli Ambracioti attaccano Argo di Anfilochia. Gli Anfilochi richiedono ed ottengono l'aiuto di Atene in cambio di un trattato di alleanza ed escono vittoriosi dal conflitto con la battaglia di Olpe[22].
    - Atene, viene inflitta una multa di 50 talenti a Pericle che non può così essere rieletto stratega per l'anno. Saranno strateghi Agnone e Cleompopo.
- 429 a.C.
  - in Grecia
    - Cade la roccaforte di Potidea dopo tre anni di assedio dell'esercito di Atene[23]. Durante l'assedio era morto lo stratega Callia, ricco commerciante, suocero di Cimone ed ispiratore del trattato fra Atene e Persia. Alla battaglia parteciparono Socrate e Alcibiade (a cui Socrate salvò la vita).
    - L'esercito peloponnesiaco al comando del re Archidamo II mette sotto assedio Platea[24] circondandola con un doppio muro. Donne e bambini di Platea si sono rifugiati in Atene, restano in città solo circa 500 difensori.
    - Pericle viene rieletto stratega in Atene
    - Vittoria della flotta di Atene nelle battaglie navali di Naupatto (dove lo stratega Formione con 20 trireme riesce a respingere prima una flotta di 40 poi una flotta di 70 vascelli nemici conquistandosi l'ammirazione ed il rispetto degli Anfilochi e degli Arcani, alleati di Atene[25]) e Patrasso.
    - morte di Pericle, vittima della peste.
    - con una sortita i peloponnesiaci riescono a saccheggiare Salamina[26].
    - Vittoriosa ma infruttuosa invasione del re di Tracia Sitalce (alleato di Atene) in Macedonia nel tentativo di sostituirne il re Perdicca (alleato di Sparta) con il fratello Filippo[27].
- 428 a.C.
  - in Grecia
    - Atene, Nicia eletto stratega per l'anno. Aristocratico e filospartano, più favorevole alla pace che non alla prosecuzione ad oltranza della guerra, soffriva di una malattia ai reni (probabilmente calcolosi) che gli provocava intensi dolori.
    - L'esercito peloponnesiaco al comando del re Archidamo II torna ad invadere l'Attica[28].
    - Sempre più grave l'epidemia di peste ad Atene[29].
    - A Mitilene sull'isola di Lesbo (antica alleata di Atene si instaura un governo oligarchico filospartano[30]. Atene invia un contingente agli ordini dello stratega Pachete che inizia, al principio dell'inverno, l'assedio della città[31].
    - Fallimentare spedizione dello stratega Asopio, figlio di Formione, contro gli Eniadi ed in appoggio agli Arcani[32].
    - Imposta sul reddito ad Atene per la costruzione e l'armamento di nuove trireme[33].
    - Da Platea riescono a fuggire e a rifugiarsi in Atene 212 uomini[34].
- 427 a.C.
  - In Grecia
    - Muore Archidamo II, il figlio Agide II diviene re di Sparta per la famiglia Europontide.
    - L'esercito peloponnesiaco, al comando del generale Cleomene reggente per il re agiade Pausania, torna ad invadere l'Attica mentre Sparta invia un contingente di 40 vascelli in aiuto a Mitilene agli ordini del navarco Alcida[35] (non arriveranno in tempo).
    - Atene, Nicia rieletto stratega per l'anno
    - La flotta di Atene conquista la ribelle Mitilene sull'isola di Lesbo e confisca del suo territorio, i ribelli saranno giustiziati[36].
    - Nicia al comando della flotta di Atene conquista l'isola di Minoa di fronte al porto di Megara[37].
    - Cade Platea nelle mani dell'esercito peloponnesiaco, gli ultimi difensori vengono giustiziati, le donne rimaste vendute come schiave e la città distrutta. Atene concede la cittadinanza agli esuli[38].
    - Sanguinosa guerra civile a Corcira (Corfù) fra aristocratici filospartani (erano gran parte prigionieri di guerra di Corinto liberati proprio perché scatenassero la rivolta) e democratici[39].
    - il generale Brasida incita gli spartani ad allestire una flotta per appoggiare i rivoltosi di Corcira (Corfù)[40] ma la flotta peloponnesiaca (sempre affidata al navarca Alcida non riuscirà ad appoggiare i ribelli e dovrà ritirarsi all'arrivo dei rinforzi da Atene. La repressione sarà durissima e sanguinosa da parte dei democratici di Corcira (Corfù)[41].
    - Sommesse cruente si accenderanno in molte poleis greche.
    - Atene invia una spedizione navale in aiuto a Leontini e Reggio Calabria (sue alleate) in guerra contro Siracusa[42].
    - Si riaccende l'epidemia di peste in Atene e vari terremoti colpiscono la Grecia[43].
    - Nasce Platone (in greco Πλάτων, Pláton) (Atene, 427 a.C. – Atene, 347 a.C.) è stato un filosofo greco antico. Assieme al suo maestro Socrate ed al suo allievo Aristotele ha posto le basi del pensiero filosofico occidentale.
- 426 a.C.
  - in Grecia e Magna Grecia
    - A Sparta gli efori destituiscono il re agiade Pausania e reintegrano al trono il padre Plistonatte
    - La flotta di Atene e di Reggio Calabria occupano le isole Eolie[44].
    - L'esercito peloponnesiaco agli ordini del re europontide Agide II (figlio di Archidamo II) si prepara ad invadere l'Attica, ma una serie di terremoti sconsigliano l'azione che viene rimandata. Vi saranno numerosi maremoti con episodi tipo Tsunami[45].
    - L'esercito di Atene e di Reggio Calabria occupano Messana (Messina)[46].
    - Una flotta di Atene riprende a devastare le coste del Peloponneso
    - Una flotta di Atene devasta l'isola di Milo che voleva mantenersi neutrale, ma non invade l'isola. Si porterà verso la città beota di Tanagra che verrà conquistata[47].
    - Gli Spartani fondano la colonia di Eraclea Trachinia nella Trachide (a cinquanta stadi dalle Termopili e venti dalla costa) per appoggiare i Trachini contro gli Etei e rafforzare il suo controllo sulla Grecia Centro Settentrionale[48].
    - Lo stratega di Atene Demostene guida una disastrosa impresa contro gli Etoli[49].
    - Gli Etoli vittoriosi chiedono l'aiuto di Sparta per occupare Naupatto (Lepanto), ma grazie all'azione di Demostene ed all'aiuto degli Arcani la città riesce a resistere[50].
    - Poco efficaci azioni militari in Magna Grecia da parte di Atene ed alleati.
    - Atene ordina la purificazione del santuario di Delo[51].
    - Gli Ambracioti tentano un attacco contro gli Arcani e Anfilochi di Argo di Anfilochia (agli ordini dello stratega di Atene Demostene) con l'aiuto delle truppe peloponnesiache, ma vengono duramente sconfitti ed anche il generale spartano Euriloco muore nello scontro[52].

### 425 a.C. - 401 a.C.
- 425 a.C.
  - In Grecia e Magna Grecia
    - Eruzione dell'Etna[53]
    - Gli eserciti di Siracusa e Locri riconquistano Messana[54].
    - L'esercito peloponnesiaco agli ordini del re europontide Agide II (figlio di Archidamo II) invade l'Attica[55].
    - Lo stratega di Atene Demostene riesce a conquistare con la flotta la roccaforte di Pilo a quattrocento stadi da Sparta. L'esercito spartano rapidamente rientrato dall'Attica tenta di liberare la rocca ma viene sconfitto (anche il generale spartano Brasida rimane gravemente ferito) ed un nutrito gruppo di opliti spartiati viene a trovarsi isolato nell'isola di Sfacteria di fronte a Pilo[56].
    - Lo stratega di Atene Nicia affida a Cleone il comando dei rinforzi per il presidio di Pilo[57].
    - Le truppe di Atene ed alleati agli ordini di Demostene e Cleone conquistano l'isola di Sfacteria prendendo molti prigionieri spartani. La roccaforte di Pilo viene consegnata ai Messeni di Naupatto che la utilizzano per compiere scorrerie in Laconia. Sparta invia ambasciatori ad Atene per trattare una cessazione delle ostilità che verrà negata[58].
    - Lo stratega di Atene Nicia conduce la flotta e l'esercito di Atene contro Corinto ma l'attacco fallisce anche perché i Corinzi furono messi in guardia da inviati di Argo[59].
    - La flotta di Atene diretta in Magna Grecia fa sosta Corcira per sedare gli ultimi fuochi della rivolta. Nuova strage degli oppositori da parte dei democratici[60].
    - Gli Ateniesi intercettano un ambasciatore persiano diretto a Sparta. Pensano di utilizzarlo per una loro ambasciata al Gran re quando vengono a sapere che Artaserse I di Persia è morto[61].
    - Gli Ateniesi impongono ai Chii di distruggere le mura della città[62].
- 424 a.C.
  - In Grecia
  - Nicia eletto stratega per l'anno
    - I profughi di Mitilene e Lesbo assoldano mercenari per conquistare la città di Attandro, un tempo protettorato di Mitilene ed ora alleata di Atene. La città si trovava in ottima posizione per eventuali azioni navali contro Lesbo[63].
    - Nicia al comando di una flotta di 60 trireme conquista l'isola di Citera di fronte alla Laconia[64].
    - Gli Spartani, preoccupati per le teste di ponte ateniesi a Pilo di Messenia e Citera non invadono l'Attica e creano presidi militari in Laconia altre a creare un corpo di cavalleria per portare rapidamente rinforzi alle regioni sotto attacco[61].
    - La flotta ateniese continua a devastare le coste del Peloponneso senza trovare forte resistenza. Viene attaccata anche la Cinuria ove erano stati collocati dagli Spartani i profughi di Egina. Vengono fatti numerosi prigionieri egineti (che saranno giustiziati) e con loro fu catturato Tantalo, un notabile spartano (che sarà imprigionato insieme agli sconfitti di Sfacteria[65].
    - Viene convocato a Gela un consiglio di tutte le città greche sicule ed Ermocrate, figlio di Ermone, cittadino di Siracusa, riesce ad ottenere la firma di un trattato di pace che poneva fine alla guerra in Magna Grecia. La flotta di Atene rientra in patria. I tre strateghi verranno condannati per non aver ottenuto vantaggi[66]. Vedi anche Storia della Sicilia greca.
    - In seguito alla defezione di parte dei cittadini megaresi l'esercito di Atene riesce a conquistare il porto di Megara, Nisea, ma non la città per il rapido sopraggiungere del generale spartano Brasida con i rinforzi[67].
    - Una flotta di Atene riconquista Attandro strappandola ai profughi di Mitilene
    - Il generale spartano Brasida porta un esercito peloponnesiaco in Calcidia ove riuscirà a conquistare varie poleis, fra cui la colonia ateniese di Anfipoli. Alle operazioni partecipa anche la spartiate Lisistrato che si distinguerà nella presa di Torone. Potidea riuscirà a resistere. Lo storico Tucidide, allora stratega ateniese incaricato della difesa della Calcidia, perderà l'incarico. Una contemporanea spedizione ateniese in Beozia si traduce in un disastro militare con la morte dello stratega Ipparco e al sconfitta dell'altro stratega Demostene[68].
    - Muore Sitalce re della Tracia; salirà al trono il nipote Seute.

  - In Persia alla morte di Artaserse I di Persia diviene Gran Re il figlio Serse II di Persia che regnerà solo per 45 giorni.
  - In Egitto, Serse II di Persia 326º faraone VII della XXVII dinastia egizia.
  - In Persia Serse II di Persia viene assassinato dal fratellastro Sogdiano di Persia che diviene Gran Re di Persia e Faraone d'Egitto 327º faraone VIII della XXVII dinastia egizia. Regnerà per soli sette mesi
- 423 a.C.
  - In Grecia
    - Viene stipulata una tregua annuale fra Sparta ed Atene[69]
    - Le poleis di Scione e di Mende desertano il fronte ateniese e si consegnano a Brasida che le conquista nonostante la tregua vigente[70].
    - Un esercito ateniese riconquista Mende e pone l'assedio a Scione. Il re di Macedonia Perdicca abbandona l'alleanza con Sparta, firma un trattato con Atene e blocca i rinforzi inviati da Sparta a Brasida[71].

  - In Persia Sogdiano di Persia viene assassinato dal fratellastro Oco che diverrà Gran re di Persia con il nome di Dario II di Persia e Faraone d'Egitto con il nome di Meriamonra Tarush 328º faraone XI della XXVII dinastia egizia. Regnerà fino al 404 a.C.
  - Regno Magadha nel nord dell'India: Dinastia Nanda (fino al 325 a.C.)
- 422 a.C.
  - In Grecia e Magna Grecia
    - Scade la tregua annuale fra Sparta ed Atene. Cleone si fa affidare una flotta ateniese e si dirige verso le coste della Tracia per affrontare le truppe del generale spartano Brasida[72].
    - In Sicilia guerra civile a Leontini fra democratici filoateniesi ed oligarchici filosiracusani.
    - Il generale ateniese Cleone conquista la poleis di Torone e si dirige verso Anfipoli[73].
    - Il generale ateniese Cleone tenta la riconquista di Anfipoli ma viene duramente sconfitto e muore nello scontro, ma anche il generale spartano Brasida muore nello scontro[74]. Scompaiono così dalla scena della guerra del Peloponneso i più risoluti sostenitori della guerra ad oltranza.
- 421 a.C.
  - In Grecia
    - Viene firmata la cosiddetta "Pace di Nicia" (dal nome dello stratega ateniese che ne fu l'inspiratore) fra Sparta ed Atene con il dissenso dei Beoti, i Corinzi, gli Elei, i Megaresi[75].
    - Nonostante il trattato prevedesse la restituzione di tutte le conquiste belliche il generale spartano Clearida si rifiuta di riconsegnare Anfipoli.
    - Argo rifiuta il rinnovo del trattato di pace trentennale con Sparta
    - Reagendo alla resistenza dei suoi principali alleati a ratificare il trattato di pace con Atene ed anche per impedire una nuova alleanza fra Atene ed Argo, Sparta stipula un vero trattato di alleanza cinquantennale con Atene[76].
    - Corinto contatta Argo chiedendole di creare un'alleanza che sostituisca la Lega del Peloponneso. A tale alleanza aderisce Mantinea e gli Elei. Rifiutarono l'adesione Tegea ed i Beoti.
    - Atene non restituisce Pilo a Sparta per la mancata restituzione di Anfipoli[77].
- 420 a.C.
  - In Grecia
    - I Beoti invece che restituire ad Atene la fortezza di Panatto la distruggono. Atene protesta ed il partito per la guerra ad oltranza, ora guidato da Alcibiade riprende voce[78].
    - Atene firma un patto di alleanza con Argo, Mantinea ed Elea (Corinto torna ad allearsi con Sparta)[79].
    - Nonostante la tregua olimpica Sparta conquista la roccaforte Elea di Firco. Gli Elei protestano ed impongono a Sparta la multa prevista dalla legge olimpica, Sparta si rifiuta di pagare e gli spartani vengono squalificati.
    - Si svolgono le olimpiadi in un clima di inquietudine in attesa di una rappresaglia spartana. L'auriga spartano vince la gara ma non viene proclamato vincitore in quanto Sparta è squalificata. Le olimpiadi si chiudono senza altri incidenti[80].
- 419 a.C.
  - In Grecia
    - Conflitto fra Argo appoggiata da Alcibiade di Atene ed Epidauro[81]. L'esercito argivo devasterà il territorio di Epidauro e poi tornerà alle basi. In inverno Sparta porterà ad Epidauro un esercito al comando del generale Agesippida.
- 418 a.C.
  - In Grecia
    - Operazione di Sparta e della lega del Peloponneso contro Argo in appoggio ad Epidauro al comando del re europontide Agide II. Gli Argivi con gli alleati Mantinesi, Ateniesi ed Elei conquistano la roccaforte di Orcomeno. Agide II pesantemente criticato a Sparta[82]
    - L'esercito di Argo con il rinforzo di truppe di Atene e di Mantinea tenta la conquista di Tegea, ma viene sconfitto dell'esercito della lega del Peloponneso giunto in aiuto al comando del re spartano europontide Agide II[83].
    - Si instaura ad Argo un governo oligarchico filospartano che tratta prima una tregua e poi una vera e propria alleanza con Sparta. Agli ateniesi presenti nel territorio di Tegea viene intimato il rientro in patria e anche Mantinea è costretta a firmare un trattato con Sparta[84].
- 417 a.C.
  - In Grecia
    - Ad Argo i democratici filoateniesi riprendono il potere approfittando del periodo delle Gimliopedie (feste sacre spartane). I rinforzi spartani tardano ed il partito oligarchico viene annientato[85].
    - Ad Argo l'esercito spartano, al comando del re Agide II interviene devastando il territorio e distruggendo le nuove mura che dovevano collegare la città al porto, seguirà una rappresaglia di Argo contro il territorio Spartano[86]. Si conclude il quindicesimo anno della guerra del peloponneso.
- 416 a.C.
  - In Grecia
    - Alcibiade interviene ad Argo per deportare gli ultimi partigiani del partito oligarchico poi organizza una spedizione contro l'isola di Milo (colonia spartana) che verrà posta sotto assedio[87].
    - Tregua generale in primavera in quanto si svolgono le olimpiadi
    - Inverno, resa della città di Milo che sarà sottoposta a feroci persecuzioni e distruzioni da parte ateniese[88].
    - Da Atene viene inviata in Sicilia una delegazione per concordare con l'alleata Segesta operazioni militari contro Siracusa[89].Vedi anche Storia della Sicilia greca
    - Operazioni militari ateniesi contro Perdicca re della Macedonia.
- 415 a.C.
  - In Grecia ed in Magna Grecia
    - Ad Atene, nonostante l'opposizione dello stesso Nicia, viene deciso di affidare ad Alcibiade, Nicia e Lamaco una poderosa flotta di sessanta trireme con quaranta navi di appoggio ed un potente esercito oplitico, per l'intervento in Sicilia[90].Vedi anche Storia della Sicilia greca
    - Ad Atene, mentre la flotta si accinge alla partenza le Erme marmoree erette in città dagli Ateniesi vengono deturpate. Di tale atto vandalico e blasfemo viene accusato Alcibiade[91].
    - Pur chiedendo Alcibiade di essere immediatamente processato per la falsa accusa della mutilazione delle erme si decide di posticipare il processo per permettere alla flotta di partire[92].
    - a Corcira (Corfù) la flotta ateniese si unisce alle navi alleate raggiungendo il numero di centotrentaquattro trireme, più due navi a cinquanta remi di Rodi, più altre unità navali più piccole. Divisa la flotta in tre parti gli strateghi danno l'ordine di partire per la Sicilia[93].
    - La flotta ateniese giunta a Reggio Calabria chiede l'aiuto della città per liberare Leontini dal dominio siracusano, ma i reggini proclamano la loro neutralità[94].
    - Nel frattempo giunge alla flotta la notizia che Segesta non dispone delle risorse finanziarie promesse e necessarie per una flotta così poderosa: Nicia propone un attacco diretto a Selinunte e poi il ritorno in patria, Alcibiade pone il veto e chiede la prosecuzione della campagna militare[95].
    - Catania offre l'alleanza agli ateniesi, la flotta può sbarcare in Sicilia[96].
    - Di ritorno da un'infruttuosa missione a Camarina, la flotta ateniese in Sicilia incrocia la "Salamina", nave che deve riportare in patria Alcibiade affinché venga processato per la mutilazione delle erme[97].
    - Alcibiade fugge a Thurii e poi nel Peloponneso e viene perciò bandito da Atene e condannato a morte in contumacia[98].
    - Gli strateghi ateniesi in Sicilia essendo rimasti in due (Nicia e Lamaco) decidono di dividere l'esercito e di procedere verso Segesta e Selinunte, nel tragitto conquistano la roccaforte di Iccara e la consegnano ai Segestani[99].
    - Con l'inizio dell'inverno gli strateghi ateniesi in Sicilia decidono di cominciare (finalmente) i preparativi per l'assedio a Siracusa[100].
    - Gli strateghi ateniesi, con uno stratagemma, riescono a portare l'esercito Siracusano fuori dalle mura ma non riescono a cogliere i frutti della vittoria nello scontro per l'intervento della cavalleria siracusana (gli ateniesi non disponevano di un valido contingente di cavalleria)[101].
    - Anche l'attacco ateniese a Messene fallisce perché la città viene avvertita da Alcibiade che ha deciso di offrire i suoi servigi a Sparta[102].
    - L'esercito ateniese in Sicilia pone il campo invernale vicino a Nasso. Vengono inviati messi ad Atene per chiedere l'invio di fondi per arruolare un contingente di cavalleria.
    - A Siracusa dopo lo scontro con l'esercito ateniese si lavora per ristrutturare l'esercito e rinforzare le mura[103].
    - Ermocrate, figlio di Ermone, guida politica di Siracusa. Si tratta dello stesso Ermocrate che nel 424 a.C. aveva ottenuto la firma del trattato di Gela fra tutte le principali città della Magna Grecia. Rincuora i suoi concittadini e da indicazioni su come ristrutturare l'esercito e si reca in delegazione a Camarina dove riuscirà ad impedire che la città passi dalla parte Ateniese[104]. Vedi anche Storia della Sicilia greca.
    - Rappresaglia Siracusana nel territorio di Catania.
    - Una missione diplomatica siracusana a Corinto ottiene l'appoggio per la guerra contro l'esercito ateniese. Gli ambasciatori si recano poi a Sparta accompagnati da delegati corinzi per ottenerne l'appoggio militare. A Sparta si trova anche Alcibiade (ormai passato dalla parte dei nemici di Atene) che non solo appoggia la richiesta siracusana ma fornisce agli spartani consigli tattici fondamentali come quello di occupare la fortezza di Decelea nei pressi di Atene per tenere la città sotto costante minaccia. Gli spartani decidono di seguire quanto consigliato da Alcibiade, inviano a Siracusa il generale Gilippo ed un numero limitato di rinforzi e si preparano a conquistare Camarina[105].
    - Atene decide di inviare cavalleria di rinforzo al contingente siciliano[106]. Termina il diciassettesimo anno della guerra del Peloponneso ed il primo della spedizione siciliana.
- 414 a.C.
  - In Grecia e Magna Grecia
    - L'esercito ateniese ottiene l'appoggio della maggior parte delle genti sicule e, in attesa dei rinforzi di cavalleria da Atene, compie azioni di rappresaglia su città nemiche minori.
    - Il primo attacco dell'esercito ateniese a Siracusa ottiene una serie di successi tattici e la città viene cinta d'assedio e quasi completamente isolata sia da terra che dal mare. Nelle operazioni però muore lo stratega ateniese Lamaco, Nicia con i suoi problemi di salute (soffriva di coliche renali) resta solo al comando[107].
    - Il generale spartano Gilippo approda a Taranto.
    - Sparta conduce un'azione militare contro Argo ma questa viene rinforzata da contingenti ateniesi che con trenta vascelli devastano il territorio spartano circostante (è un'aperta violazione della trattato).
    - Il generale spartano Gilippo riesce a raccogliere in Sicilia un esercito con il quale portare aiuto a Siracusa. A Siracusa arrivano anche le navi corinzie e la situazione per gli assediati migliora.
    - Lo stratega ateniese Nicia invia un messaggio ad Atene per segnalare le mutate condizioni belliche, chiedendo la sua rimozione da capo del contingente per motivi di salute e chiedendo ad Atene di rimpatriare l'esercito o inviare notevoli rinforzi. Ad Atene si decide di confermare Nicia al comando affiancandogli altri due strateghi fra quelli già disponibili nel contingente, Menandro ed Eutidemo. Viene inoltre affidato a Demostene il compito di preparare una spedizione di soccorso per la primavera. Un altro stratega viene inviato in Sicilia con una squadra di dieci navi e denari per rincuorare le truppe[108].Vedi anche Storia della Sicilia greca.
    - Corinto nel frattempo si prepara ad impegnare la flotta ateniese di stanza a Naupatto per consentire il passaggio dei rinforzi verso Siracusa. A Sparta inoltre si prepara la spedizione in Attica per la conquista della roccaforte di Delecea come continuava a consigliare Alcibiade[109]. termina così il diciottesimo anno della guerra del Peloponneso ed il secondo della spedizione in Sicilia.
- 413 a.C.
  - In Grecia e Magna Grecia
    - In primavera, l'esercito spartano, al comando del re Agide II, invade l'Attica e conquista la roccaforte di Decelea a 120 stadi da Atene[110].
    - A Siracusa, il generale spartano Gilippo, con un attacco notturno a sorpresa per terra e per mare, riesce a riconquistare la vetta del Plemiro e i due fortini dell'esercito ateniese assediante che perde così gran parte dei rifornimenti e delle riserve[111].
    - Con il consolidamento della roccaforte di Decelea l'esercito spartano di fatto interrompe i collegamenti via terra fra Atene ed i suoi alleati[112].
    - I Siracusani ricevono rinforzi de altre città della Sicilia e riescono a sconfiggere gli Ateniesi in uno scontro navale ma questi ricevono i rinforzi provenienti da Atene agli ordini degli strateghi ateniesi Demostene ed Eurimedonte[113].Vedi anche Storia della Sicilia greca.
    - Demostene lancia una controffensiva notturna contro Siracusa che si risolve in una disfatta ateniese[114]. A questo punto Demostene propone di riportare l'armata in Grecia ma la notte della partenza (il 27 agosto) avviene un'eclissi di luna e Nicia decide di seguire i dettami degli indovini e cioè di ritardare di nove giorni la partenza[115].
    - I Siracusani, ormai informati delle intenzioni dell'armata ateniese, riescono ad impedirne la ritirata bloccandone la flotta nel golfo.
    - L'armata ateniese tenta la ritirata via terra ma viene circondata e costretta ad arrendersi, Nicia e Demostene verranno giustiziati (su richiesta di Diocle, nonostante l'opposizione di Ermocrate e di Gilippo a cui Nicia si era affidato)[116], la maggior parte dei prigionieri morirà nelle Latonie, cave di pietra di Siracusa[117]. Nella spedizione siciliana Atene perse la flotta e ventimila uomini[118]. Termina così la campagna di Sicilia ed il diciannovesimo anno della guerra del Peloponneso. Vedi anche Storia della Sicilia greca.
- 412 a.C.
  - In Grecia e Magna Grecia, inizia l'ultima fase della guerra del Peloponneso detta deceleica (in quanto influenzata dalla presenza del contingente peloponnesiaco nella rocca di Delecea) o ionica (perché qui si svolsero le principali azioni militari navali).
    - In Atene al disastro della campagna di Sicilia si cerca di rispondere armando una nuova flotta (ma ormai la flotta peloponnesiaca e siracusana è preponderante) e attraverso un uso oculato delle ormai scarse riserve finanziarie. Si stabilì di risparmiare sull'amministrazione dello stato, riducendo le riunioni delle assemblee. Parte delle competenze della Boulè furono affidate ad anziani magistrati detti probuli; il tributo per la guerra viene trasformato in una tassa del 5% sui proventi del commercio marittimo; si preleva dal fondo di riserva di 1000 talenti che si era deciso di non toccare per tutta la durata della guerra[119].
    - Siracusa invia una squadra navale in appoggio alle forze peloponnesiache al comando di Ermocrate.
    - a Siracusa i cittadini reclamano maggiori libertà e una costituzione democratica sul modello ateniese[120].Diocle a capo del partito democratico.
    - Chio si ribella ad Atene e passa dalla parte di Sparta seguita da Clazomene. Anche Mileto si accorda con Sparta che riesce a stringere un accordo anche con il gran re Dario II di Persia tramite il satrapo di Lidia, Tissaferne. Sparta concluse tre trattati con il Gran Re di Persia nei quali quest'ultimo si impegnava a finanziare le spese militari spartane in cambio della riconsegna delle città greche dell'Asia Minore[121].
    - Atene stanzia una squadra militare a Samo per controllare i movimenti peloponnesiaci e siracusani in ionia e per preparare l'assedio a Chio
    - Alcibiade entrato in disaccordo con il re europontide spartano Agide II (forse ne aveva sedotto la moglie[122]) perde il supporto di Sparta da dove, anzi, parte l'ordine di assassinarlo. Ripara presso il satrapo della Lidia Tissaferne divenendone il braccio destro e gli consiglia di ritardare e ridurre i finanziamenti all'esercito peloponnesiaco, restando in attesa che Sparta ed Atene si logorassero a vicenda[123].
    - Alcibiade contatta gli strateghi ateniesi a Samo offrendo l'appoggio ed i finanziamenti del satrapo Tissaferne in cambio del suo rientro e della sostituzione del governo democratico con uno oligarchico ad Atene. Lo stratega Pisandro, nonostante l'opposizione di un altro stratega Frinico, si reca ad Atene per preparare il colpo di stato e da lì viene inviato in ambasciata presso Tissaferne[124].
    - Proseguono gli scontri navali presso Chio, Samo e Rodi. Chio viene completamente isolata della flotta Ateniese.
    - Smentendo Alcibiade di fronte all'ambasciata guidata da Pisandro, il satrapo di Lidia, Tissaferne, rinnova il trattato con i Peloponnesiaci e versa il contributo per l'esercito e la flotta e si dichiara pronto a schierare in battaglia la flotta fenicia[125].
    - Rivolta antiateniese in Beozia non riceve aiuti dall'esercito peloponnesiaco. Termina così il ventesimo anno della guerra del Peloponneso[126].
- 411 a.C.
  - In Grecia
    - In primavera lo spartiata Dercilida guida un esercito in Ellesponto e conquista Abido. Lo stratega ateniese Strombichide si precipita da Chio, con una flotta di 24 trireme ed un esercito di opliti, in Ellesponto e conquista Lampsaco e Sesto nei pressi di Abido[127].
    - Pisandro, ritornato in patria, ed il partito oligarchico instaurano un clima di paura ed insicurezza in Atene. Androcle capo del partito democratico e molti altri vengono assassinati. Viene abolita la costituzione democratica; viene abolita la Boulè dei 500 e il Mystos. Viene instaurato il governo dei Quattrocento, gruppo ristretto che doveva scegliere i Cinquemila veri cittadini ateniesi a cui sarebbe spettato il diritto di governare Atene. La flotta ateniese di stanza a Samo resta fedele alla democrazia.
    - I Quattrocento ritardano ad eleggere i Cinquemila e di fatto instaurano una tirannia di gruppo (Dynasteia) che governa Atene con il terrore e l'oppressione. Personaggi principali di questa tirannia saranno Pisandro, Antifonte, Frinico e Teramene, tutti ex democratici. Infine inviano al re spartano europontide Agide II dei messi per proporre la pace[128].
    - A settembre, battaglia di Cinossema. Fu una vittoria navale ateniese avvenuta durante la guerra del Peloponneso. Nella battaglia, una piccola flotta ateniese comandata da Trasibulo e da Trasillo, sebbene inizialmente relegata alla difensiva dalla superiorità numerica spartana, vinse di stretta misura. Questa vittoria, venendo in un'epoca in cui il tradizionale governo democratico di Atene era stato rimpiazzato da un'oligarchia, e in un momento in cui una sconfitta ateniese avrebbe concluso la guerra, ebbe un impatto sproporzionato rispetto al suo vantaggio tattico.
- 410 a.C.
  - In Grecia
    - Primavera, Dopo la vittoria ateniese di Abido (novembre 411 a.C.), l'ammiraglio spartano Mindaro chiese a Sparta dei rinforzi e cominciò a pianificare una nuova offensiva organizzata con l'aiuto del satrapo persiano Farnabazo. costruita una flotta di ottanta navi e, col supporto delle truppe di Farnabazo, assediò Cizico e la prese d'assalto.[129]

La flotta ateniese dell'Ellesponto si ritirò dalla propria base di Sesto approdando a Cardia evitando così lo scontro con gli spartani. Le navi di Alcibiade, Trasibulo e Teramene, che erano state mandate a raccogliere denaro presso gli alleati, si riunirono a questa flotta, che venne a contare 86 unità.. Una volta organizzato il contingente di fanteria comandato da Cherea, l'esercito coadiuvato dalle forze marine si diresse verso l'Ellesponto per scontrarsi con Mindaro.
- -     - battaglia di Cizico, fu una disfatta navale subita da Sparta durante la guerra del Peloponneso. Nella battaglia, una flotta ateniese comandata da Alcibiade, Trasibulo e Teramene travolse e distrusse completamente la flotta spartana comandata da Mindaro, morto nella battaglia. Questa vittoria permise ad Atene di recuperare il controllo sulle città dell'Ellesponto per l'anno successivo; dopo questa sconfitta Sparta propose la pace, ma Atene la rifiutò.
    - Ad Atene, il governo oligarchico che aveva preso il potere nel 411 fu sostituito da una rinnovata democrazia pochi mesi dopo la battaglia.

Fu preparata una spedizione, comandata da Trasillo, che avrebbe dovuto unirsi alle forze presenti in Ellesponto, ma essa non partì che un anno dopo la battaglia; gli Ateniesi, nonostante la cattura di Bisanzio e la ripresa del pagamento dei tributi di Calcedonia, non usarono mai veramente il vantaggio che Cizico aveva regalato loro.
- 406 a.C.
  - In Grecia
    - battaglia delle Arginuse, fu vittoria navale ateniese avvenuta durante la guerra del Peloponneso vicino alle isole Arginuse, ad est dell'isola di Lesbo, e ottenuta inaspettatamente grazie all'abilità dei suoi comandanti.

La flotta ateniese, comandata da otto strateghi era composta in gran parte da navi appena costruite aventi equipaggi inesperti e venne armata nell'urgenza di rompere il blocco navale imposto dalle triremi spartane comandate da Callicratida a Mitilene, città nella quale erano ormeggiate le unità al comando di Conone.
La notizia della vittoria fu accolta con giubilo ad Atene e i cittadini di Atene, molto grati nei confronti dei combattenti, votarono per concedere la cittadinanza agli schiavi e ai meteci che avevano combattuto nella battaglia. La successiva notizia del naufragio della flotta ateniese a causa di una tempesta, che impedì alle navi incaricate di recuperare i sopravvissuti delle 25 triremi ateniesi affondate o gravemente danneggiate, sconvolse a tal punto gli abitanti di Atene che, dopo un aspro dibattito avvenuto in assemblea, sei degli otto strateghi che avevano comandato la flotta furono processati e giustiziati.
- 405 a.C.
  - In Grecia
    - Agosto, battaglia di Egospotami, fu la vittoria navale spartana che pose fine alla guerra del Peloponneso: nella battaglia la flotta spartana, comandata da Lisandro, distrusse completamente quella ateniese, ponendo fine alla guerra, visto che Atene, senza i rifornimenti di grano che otteneva via mare, non poté resistere all'assedio spartano, capitolando per fame.
- 404 a.C. - Fine della guerra del Peloponneso, con la resa di Atene
- 400 a.C. - Solunto (Sicilia) è fondata da coloni Fenici
- 395 a.C. - Marsala (Sicilia) è fondata da profughi Fenici
- 325 a.C. - Impero Maurya domina tutta l'India (fino al 185 a.C.)
- 323 a.C. - Morte di Alessandro MagnoEmisfero orientale alla morte di Alessandro Magno

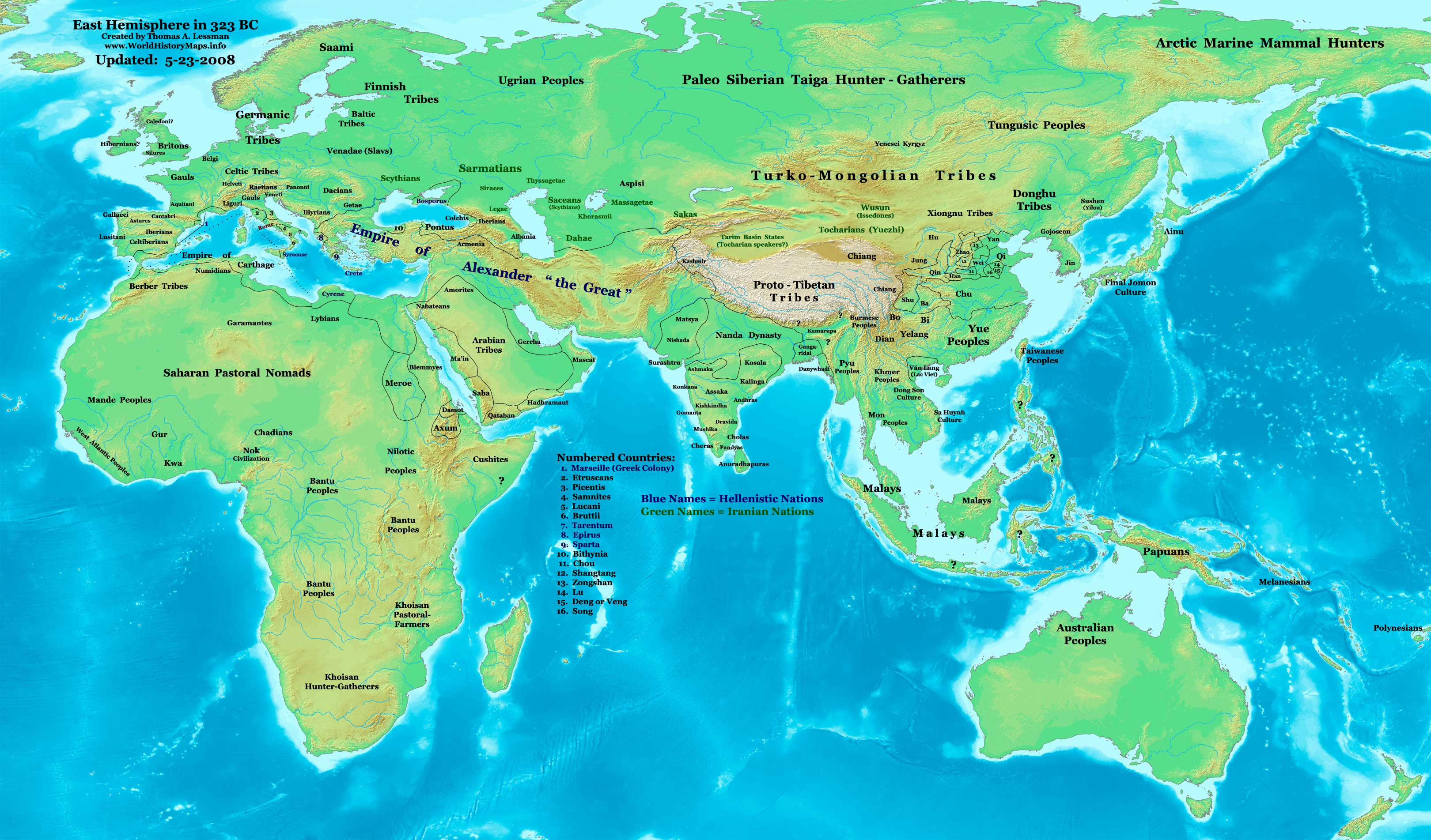
Emisfero orientale alla morte di Alessandro Magno

- 300 a.C. - I Sarmati (insediati nella regione del Volga) si dividono nelle 4 tribù dei Roxolani (Nord e Nord-ovest del Mar Nero), Iazigi (Romania sud-occidentale, attuale Oltenia), Aorsi (successivamente migrarono nel Bosforo, verso il 100 a.C.) e Alani (regione originale, a nord del Caucaso fra il Mar Nero e il Mar Caspio, antenati degli attuali Osseti)
- 264 a.C.-241 - Prima guerra punica
- 223 a.C. - Cartagena (Spagna) è fondata da coloni Cartaginesi
- 221 a.C. - Qin Shi Huang unifica la Cina
- 202 a.C. - Dinastia Han in Cina
- 202 a.C. - Publio Cornelio Scipione sconfigge Annibale nella Battaglia di Zama

### 200 a.C. - 1 a.C.
- 200 a.C.
  - Asia Centrale: Cultura del bronzo di Taštyk - Popolazioni probabilmente miste prototurche e indoeuropee. Dopo l'anno 1, verranno assorbite nell'Impero Kushan
  - Messico: Prime tracce della cultura di Teotihuacán in (fino all'anno 800 d.C.)
- 149 a.C.-146 a.C. - Terza guerra punica; distruzione di Cartagine
- 146 a.C. - Conquista romana della Grecia
- 100 a.C. - Groenlandia: Cultura mesolitica di Dorset in Groenlandia meridionale (fino a 1200 d.C. dove fu sostituita dalla Cultura Thule)
- 49 a.C. - Guerra civile romana tra Cesare e Pompeo
- 44 a.C. - Morte di Cesare
- 34 a.C. - Marco Antonio diventa console per la seconda volta
- 31 a.C. - 2 settembre, Battaglia di Azio

## Cronologie
| Cronologia precedente: Cronologia della storia antica (1000 a.C. - 501 a.C.) | Cronologia corrente: Cronologia della storia antica (500 a.C. - 1 a.C.) | Cronologia seguente: |